# 劉瑭
劉瑭，五代十国南汉官员。
劉瑭在南汉高祖乾亨年间担任客省使。乾亨元年（917年）南汉高祖自立爲帝，命刘瑭出使吴国，告知自己已经即皇帝位，勸当时的吴王杨隆演稱皇帝。杨吴给他厚加赏赐。不久，从江南歸国復命。吴国虽然没有立即称帝，但是在两年后，放弃唐朝年号，杨隆演自称大吴国王。